# Axiopolis
Axiopolis (greacă Ἀξιούπολις) a fost un antic oraș greco-roman pe Dunăre, în Dobrogea, la sud de Cernavodă. A fost fondat de Lisimach, regele Traciei, în secolul al IV-lea î.Hr. În secolul IV d.Hr., așezarea a fost reconstruită de romani, sub conducerea lui Constantin cel Mare, care au construit aici o cetate. Aici a existat și o episcopie și s-au găsit inclusiv ruine de bazilici din secolul IV. 
În prezent, ruinele cetății nu pot fi vizitate deoarece, în incinta cetății, a fost înființat un depozit de muniții încă de dinaintea Primului Război Mondial. Cetatea este totuși clasată ca monument istoric, cu codul  CT-I-s-A-02620.